# منتخب سلوفينيا لكرة اليد للسيدات
منتخب سلوفينيا لكرة اليد للسيدات هو الممثل الرسمي لسلوفينيا في رياضة كرة اليد. شارك في بطولة العالم لكرة اليد للسيدات 4 مرات وكانت المشاركة الأولى في سنة 1997، كان أفضل مركز له فيها هو الثامن. شارك في بطولة أوروبا لكرة اليد للسيدات 5 مرات وكانت المشاركة الأولى في سنة 2002، كان أفضل مركز له فيها هو التاسع.